# Shahrestān-e Eyvān
Shahrestān-e Eyvān (persiska: شهرستان ايوان, ايوان) är en delprovins (shahrestan) i Iran.   Den ligger i provinsen Ilam, i den västra delen av landet, 500 km väster om huvudstaden Teheran.
Delprovinsen hade 49 491 invånare 2016.